# Ён Сан Хо
Ён Сан Хо (кор. 연상호; род. 15 августа 1978) — южнокорейский мультипликатор, кинорежиссёр и сценарист.

## Биография
Родился в Сеуле в 1978 году. Окончил Университет Сангмёнг по специальности «Западная живопись».

## Фильмография
| Год  | Фильм                         | Режиссёр | Продюсер | Сценарист |
| ---- | ----------------------------- | -------- | -------- | --------- |
| 1997 | «Мегаломания Д»               | Да       |          | Да        |
| 2000 | «День Д»                      | Да       |          | Да        |
| 2003 | «Ад»                          | Да       | Да       | Да        |
| 2006 | «Ад: Два вида жизни»          | Да       |          | Да        |
| 2011 | «Король свиней»               | Да       |          | Да        |
| 2013 | «Подделка»                    | Да       |          | Да        |
| 2016 | «Станция «Сеул»»              | Да       | Да       | Да        |
| 2016 | «Поезд в Пусан»               | Да       |          | Да        |
| 2018 | «Телекинез»                   | Да       |          | Да        |
| 2020 | «Поезд в Пусан 2: Полуостров» | Да       |          | Да        |
| 2021 | «Зов ада»                     | Да       |          | Да        |

## Награды и номинации
2011 — Пусанский международный кинофестиваль
- Награда «NETPAC» — мультфильм «Король свиней» («돼지의 왕»)
- Награда «DGK» — мультфильм «Король свиней» («돼지의 왕»)
- Награда «Movie Collage» — мультфильм «Король свиней» («돼지의 왕»)

2012 — Каннский кинофестиваль
- Номинация «Золотая камера» — мультфильм «Король свиней» («돼지의 왕»)

2012 — Эдинбургский кинофестиваль
- Номинация «Лучший международный художественный фильм» — мультфильм «Король свиней» («돼지의 왕»)

2012 — Международный кинофестиваль в Сиднее
- Номинация «Sydney Film Prize» за мультфильм «Король свиней» («돼지의 왕»)

2013 — Кинофестиваль в Сиджесе
- Награда «Лучший анимационный полнометражный фильм» — мультфильм «Подделка»[1] («사이비», «Saibi»)

2014 — Международный фестиваль анимационных фильмов в Анси
- Номинация «Лучший художественный фильм» — мультфильм «Подделка» («Saibi»)[2]

2014 — Fantasporto
- Награда «Лучший сценарий» («Best Screenplay») — мультфильм «Подделка» («사이비», «Saibi»)
- Номинация «Лучший фильм» — мультфильм «Подделка» («사이비», «Saibi»)
- Номинация в секции «Orient Express» («Orient Express Section Grand Prize» — мультфильм «Подделка» («사이비», «Saibi»)

2016 — Международный кинофестиваль в Мельбурне
- Номинация «Самый популярный художественный фильм» — фильм Поезд в Пусан